# Wallinsamfundet
Wallinsamfundet är ett litterärt sällskap i Stora Tuna församling (Borlänge) i Dalarna. Det verkar för bevarandet av psalmförfattaren Johan Olof Wallins minne och för främjandet av författarskap i kristen-humanistisk anda. Ordförande från 2013 är Mona Engberg.
Wallinsällskapet grundades den 30 juni 1939 på hundraårsdagen av J.O. Wallins dödsdag. Grundare var författaren Harry Blomberg. Sällskapet ger ut en skriftserie och delar ut Wallinpriset.

## Wallinpriset
Vart tredje år utdelas Wallinpriset "för högt förtjänt svensk-språkligt författarskap i kristen-humanistisk anda eller för annan betydelsefull personlig gärning i samma anda". Prisutdelningen sker vid en högtid i Stora Tuna kyrka.

## Pristagare
- 1939 – Manfred Björkquist
- 1942 – Nathanael Beskow
- 1945 – Emil Liedgren
- 1948 – Alf Ahlberg
- 1951 – Harry Blomberg (postumt)
- 1954 – Sven Lidman
- 1957 – H.S. Nyberg
- 1960 – Emilia Fogelklou
- 1963 – Georg Landberg
- 1966 – Karl-Gustaf Hildebrand
- 1969 – Erik Hjalmar Linder
- 1972 – Olov Hartman
- 1975 – Anders Frostenson
- 1979 – Bo Setterlind
- 1982 – Margit Sahlin
- 1985 – Tomas Tranströmer
- 1988 – Göran Palm
- 1992 – Marianne Fredriksson
- 1995 – Ingmar Ström
- 1998 – Eva Norberg
- 2001 – Ylva Eggehorn
- 2004 – Ingrid Thor
- 2007 – Peter Halldorf
- 2010 – Vibeke Olsson Falk
- 2013 – Martin Lönnebo
- 2016 – Owe Wikström
- 2019 – Per Harling
- 2022 – Per Olof Nisser
- 2025 – Karin Runow